# The Party's Over (film, 1965)
Pour les articles homonymes, voir The Party's Over.
Pour plus de détails, voir Fiche technique et Distribution.
The Party's Over est un film britannique réalisé par Guy Hamilton en 1963 et sorti en 1965.

## Synopsis
Une jeune héritière américaine débarque dans un groupe de beatniks à Chelsea, et attire l'attention de son chef mais aussi la jalousie des autres membres du groupe. Elle disparaît mystérieusement. Son ex-fiancé, envoyé par son père, enquête sur sa disparition.

## Fiche technique
- Réalisation : Guy Hamilton
- Scénario : Marc Behm
- Lieu de tournage : Londres
- Musique : John Barry
- Image : Larry Pizer
- Montage : John Bloom
- Genre : Film dramatique
- Durée : 94 minutes
- Dates de sortie :
  -  Royaume-Uni : 22 avril 1965 (Londres)
  -  États-Unis : 22 mars 1966

## Distribution
- Oliver Reed : Moise
- Clifford David (en) : Carson
- Ann Lynn (en) : Libby
- Katherine Woodville (en) : Nina
- Louise Sorel : Melina
- Mike Pratt : Geronimo
- Maurice Browning (en) : Tutzi
- Jonathan Burn : Phillip
- Roddy Maude-Roxby : Hector
- Annette Robertson : Fran
- Alison Seebohm : Ada
- Barbara Lott : Almoner
- Eddie Albert : Ben

## Production
Le film a été censuré en mars 1963 par le British Board of Film Classification, qui a demandé plusieurs séries de coupes (thème de la nécrophilie), ce qui conduit le film à ne sortir qu'avec beaucoup de retard. Le réalisateur et les producteurs ont retiré leurs nom du générique en signe de protestation.